# Airco DH.9
Die Airco DH.9 war ein einmotoriger, zweisitziger Doppeldecker der britischen Firma Airco.

## Entwicklung und Kriegseinsatz
Das Flugzeug war das Nachfolgemodell des bisherigen britischen Standard-Tagbombers im Ersten Weltkrieg, der Airco DH.4, und baute hinsichtlich der Konstruktion unmittelbar auf dieser auf, um die bei Airco aufgebauten Fertigungsstraßen ohne große Umbauten weiter verwenden zu können. So wurden beim Prototyp der DH.9 die Tragflächen, das Leitwerk und das Fahrgestell der DH.4 verwendet, jedoch eine neue, aerodynamisch günstigere Rumpfzelle entwickelt.
Den größten Kritikpunkt der Besatzungen an der DH.4, der auf Grund der großen Abstände der Cockpits des Piloten und des Beobachters schlechten Kommunikationsmöglichkeit, begegnete man bei der DH.9 damit, dass man das Pilotencockpit nach hinten an die Hinterkante der unteren Tragflächen verlegte. Angetrieben wurde der Prototyp von einem B.H.P.-Motor der Firma Galloway Engineering Co. (auch als Galloway Adriatic bekannt) mit einer Leistung von 172 kW (234 PS).
Nach den Flugtests, die im Juli 1917 begonnen worden waren, war man bei Airco äußerst zufrieden mit diesem Muster, so dass man die Produktion sowohl bei Airco als auch bei deren Subunternehmen von der DH.4 auf die DH.9 umstellte.
Nachdem einige Maschinen mit dem von Siddeley gefertigten B.H.P.-Motor ausgestattet worden waren, wurde später bei den meisten DH.9 die aus diesem Motor abgeleitete Version Siddeley Puma eingebaut. Da das B.H.P.-Triebwerk jedoch nie die projektierte Leistung erreichte, musste statt der vorgesehenen 224 kW (305 PS) ein Triebwerk von 172 kW (234 PS) verwendet werden, so dass die DH.9 letztendlich schwächere Flugleistungen bot als der Vorgänger DH.4. Trotzdem hielt man an der Produktion der DH.9 fest; insgesamt wurden etwa 3200 Stück gefertigt und in den Kriegseinsatz geschickt, wo das Muster an der französischen Westfront hohe Verluste hinnehmen musste und daher die DH.4 nie ersetzen konnte.

## Die Nachkriegszeit
Überzählige Exemplare wurden nach dem Ende des Ersten Weltkriegs an die Luftwaffen einer Vielzahl von Ländern geliefert, außerdem wurden als Lizenzbau etwa 500 Stück in Spanien von Hispano Aviación, einige Exemplare in den Niederlanden sowie zehn Maschinen in Belgien gefertigt.
Neben den DH.9 mit Standardmotorisierung wurden etliche Exemplare mit den unterschiedlichsten Motorenfigurationen ausgestattet, die leistungsfähigsten Aggregate, Bristol Jupiter IV mit 338 kW (487 PS) wurden in Maschinen der südafrikanischen Luftwaffe (SAAF) mit der Bezeichnung M´pala II eingebaut.

## Zivile Nutzung
Die britische Regierung genehmigte die Wiederaufnahme des zivilen Luftverkehrs mit Wirkung vom 15. Juli 1919. Noch am gleichen Tag beförderte Englands erste Fluggesellschaft, Aircraft Transport & Travel Ltd. (AT & T), ihren ersten zahlenden Passagier auf einem Charterflug von London nach Paris, wobei eine de Havilland DH.9B zum Einsatz kam. Die AT & T besaß, bevor sie Ende 1920 infolge wirtschaftlicher Probleme ihren Betrieb einstellen musste, zwei DH.4, vier DH.4A, 16 DH.9/DH.9B, acht DH.16 und drei DH.18.
Zehn DH.9 bildeten 1920 einen großen Teil der Flugzeugflotte der Handley Page Transport, die neben den großen H.P. 0/400 hauptsächlich zum Einsatz kamen. Bei den anderen britischen Fluggesellschaften war der Typ nicht so erfolgreich, und AT & T verkaufte vier ihrer DH.9 an die niederländische KLM, in deren Auftrag sie schon zuvor nach Amsterdam geflogen waren. Eine weitere Umbauversion mit zweisitziger Kabine war die DH.9C, erkennbar an ihren gepfeilten Tragflächen. Fünf dieser Maschinen wurden vom de Havilland Aeroplane Hire Service für Charter- und Taxiflüge eingesetzt.

## Varianten

### Airco DH.9A
Zur Behebung des Leistungsmankos der DH.9 wurden in den USA Packhard-Liberty-12-Zylinder-Motoren bestellt. Da zu diesem Zeitpunkt bei Airco bereits die DH.10 gefertigt wurden und somit keine Kapazitäten für die Produktion dieser DH.9A genannten Maschinen frei waren, wurden die Modifikationen an Westland Aircraft Works übertragen. Dort wurde nicht nur der Motor angepasst, sondern weitere Veränderungen vorgenommen, und so entstand dort ein ausgereiftes Flugzeug.
Insgesamt entstanden bei Westland und anderen Subunternehmern 885 Exemplare dieser Maschine, die ab Juni 1918 an die Streitkräfte ausgeliefert wurde und schnell den Ruf des besten strategischen Bombers des Ersten Weltkriegs erwerben konnte. So wurde dieser Typ auch noch nach dem Ende des Krieges produziert und erst im Jahre 1921 ausgemustert.
Bekannt wurden die „Ninak“ genannten Maschinen nicht zuletzt auch durch den Linienpostflugdienst zwischen Kairo und Bagdad.

### Airco DH.9B
- umgebaute Zivilversion, ehemaliger Bomber mit zwei Passagierplätzen (Pilot saß in der Mitte zwischen den Fluggästen)

### Airco DH.9C
- ebenfalls umgebaute ehemalige Bomber mit drei Passagierplätzen (ein Sitzplatz vor, zwei hinter dem Piloten)

### Airco DH.9J
- Ende der 1920er-Jahre modernisierte DH.9 und M´pala I der südafrikanischen Luftwaffe, die als Schulflugzeuge der de Havilland School of Flying verwendet wurden

(Anmerkung: Nach der Insolvenz von Airco im Jahre 1920 wurde ein Teil der Betriebsstätten von der Firma des ehemaligen Chefkonstrukteurs von Airco, Geoffrey de Havilland, der de Havilland Aircraft Company übernommen. So wurden die DH.9 und deren Varianten von de Havilland weiter produziert und gewartet; daher führten die folgenden Varianten nicht mehr den Namen Airco.)

### de Havilland DH.9AJ Stag
- einzelner Prototyp mit verbessertem Hauptfahrwerk, ausgestattet mit einem Bristol-Jupiter-VI-Sternmotor mit 347 kW (472 PS)

### de Havilland DH.9R
- für Rennveranstaltungen gebautes Einzelstück eines Anderthalbdeckers auf Basis einer DH.9 mit einem 347 kW (472 PS) leistenden Y-Motor Napier Lion II

### Engineering Division USD-9A
- neun in den USA gebaute Maschinen auf Basis der DH.9 mit leichten Modifikationen

### Engineering Division USD-9B
- einzelne USD-9A mit einem V12-Motor Liberty 12A mit einer Leistung von 313 kW (426 PS)

## Militärische Nutzung
| Afghanistan Australien - Royal Australian Air Force: 1 Exemplar von 1920–1929 Belgien - Aviation Militaire Belge: 18 Exemplare Bolivien Britisch-Indien - Indische Luftstreitkräfte Chile - Fuerza Aérea de Chile: 20 Exemplare Estland - Estnische Luftstreitkräfte: 13 Stück von 1919–1933 Griechenland - Griechische Marine Irland - Irish Air Service / Irish Air Corps Kanada - Royal Canadian Air Force Königreich Hedschas Lettland Niederlande - Luftstreitkräfte der niederländischen Ostindien-Armee: 36 von 1923–1929 | Neuseeland - Royal New Zealand Air Force: Paraguay Peru Polen - Polnische Luftstreitkräfte: 20 Exemplare Rumänien Sowjetunion - Luftstreitkräfte der Sowjetunion Spanien - Spanische Luftwaffe Südafrikanische Union - South African Air Force Schweiz - Schweizer Luftwaffe Türkei Vereinigtes Königreich - Royal Flying Corps / Royal Air Force - Royal Naval Air Service Vereinigte Staaten - American Expeditionary Force - US Marine Corps Uruguay |

## Bilder

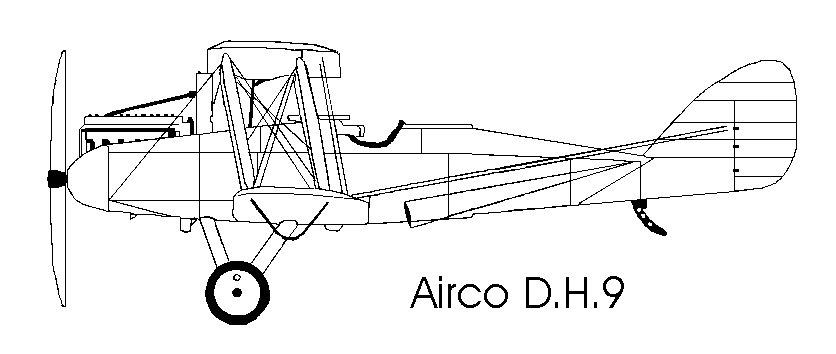
Seitenriss Airco DH.9
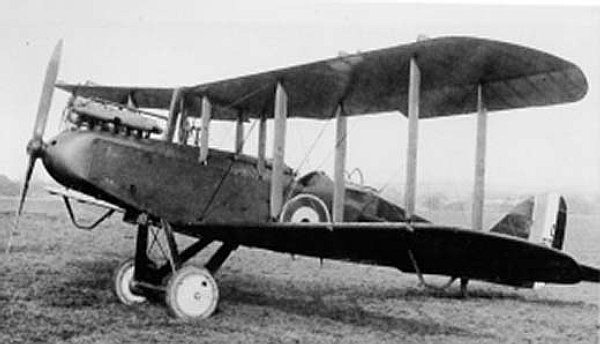
Seitenansicht
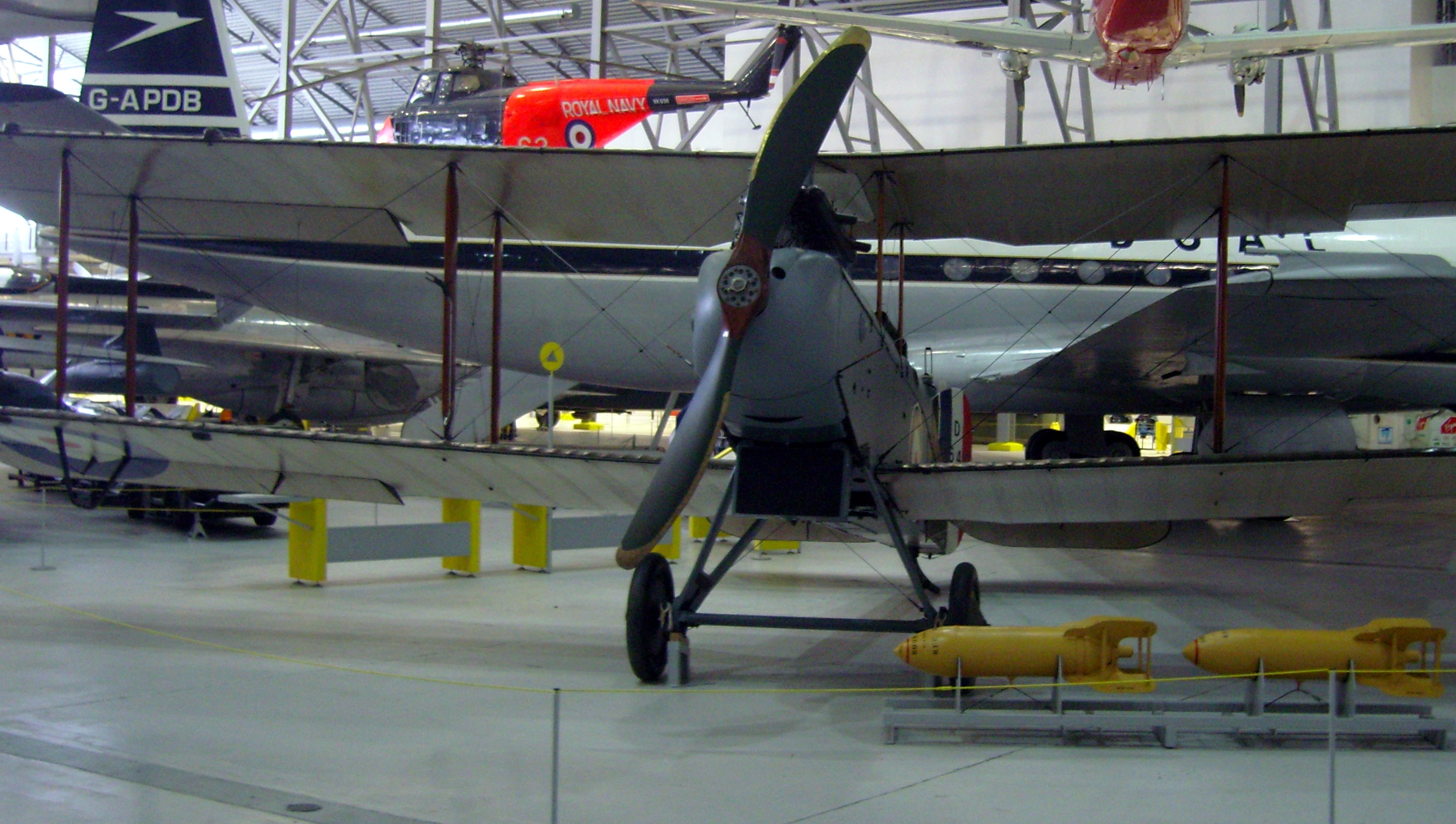
DH 9 mit Fliegerbomben
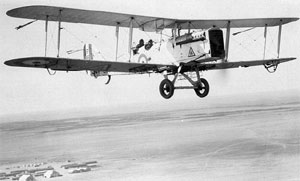
D.H.9A im Einsatz
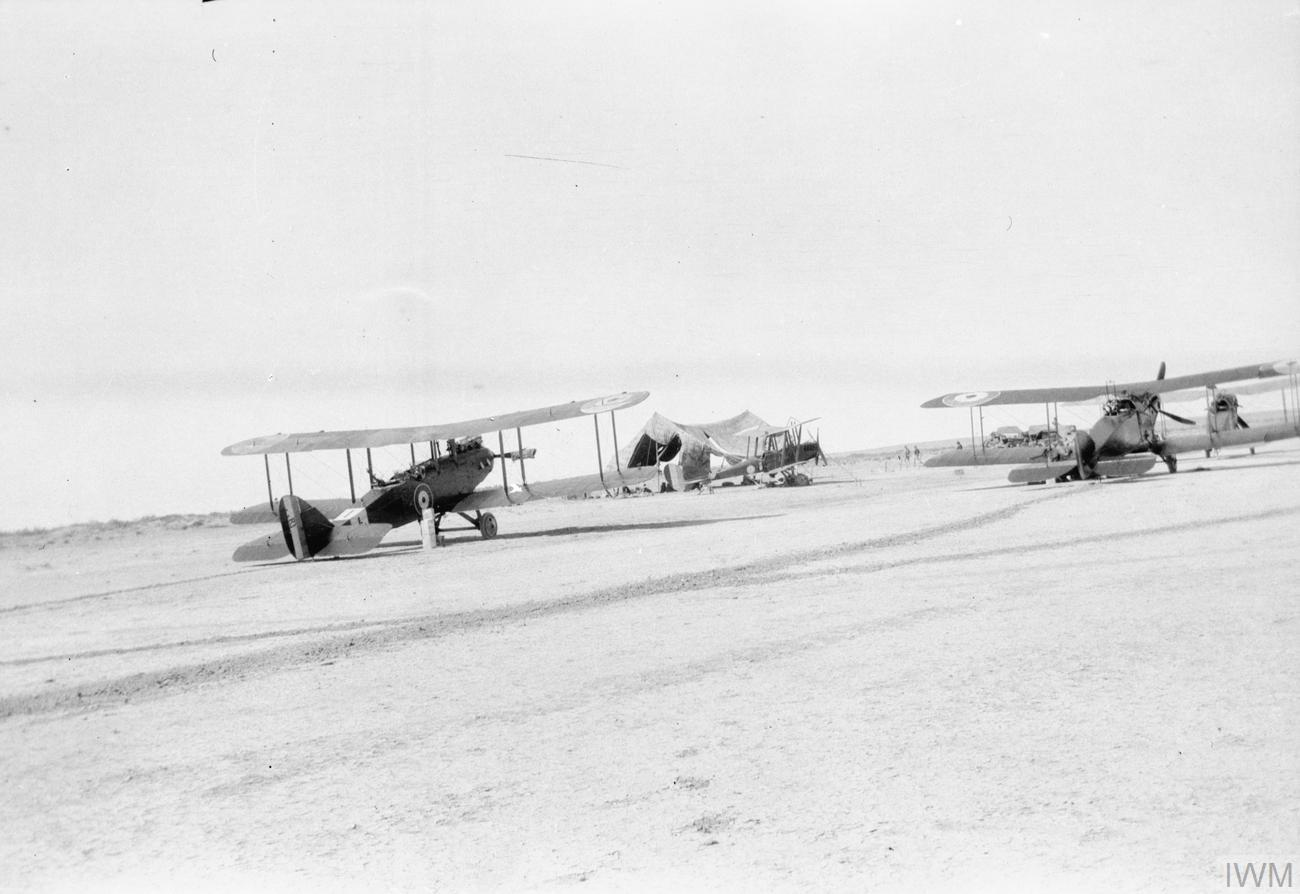
D.H.4 der No. 144 Squadron, RAF in Palästina 1918
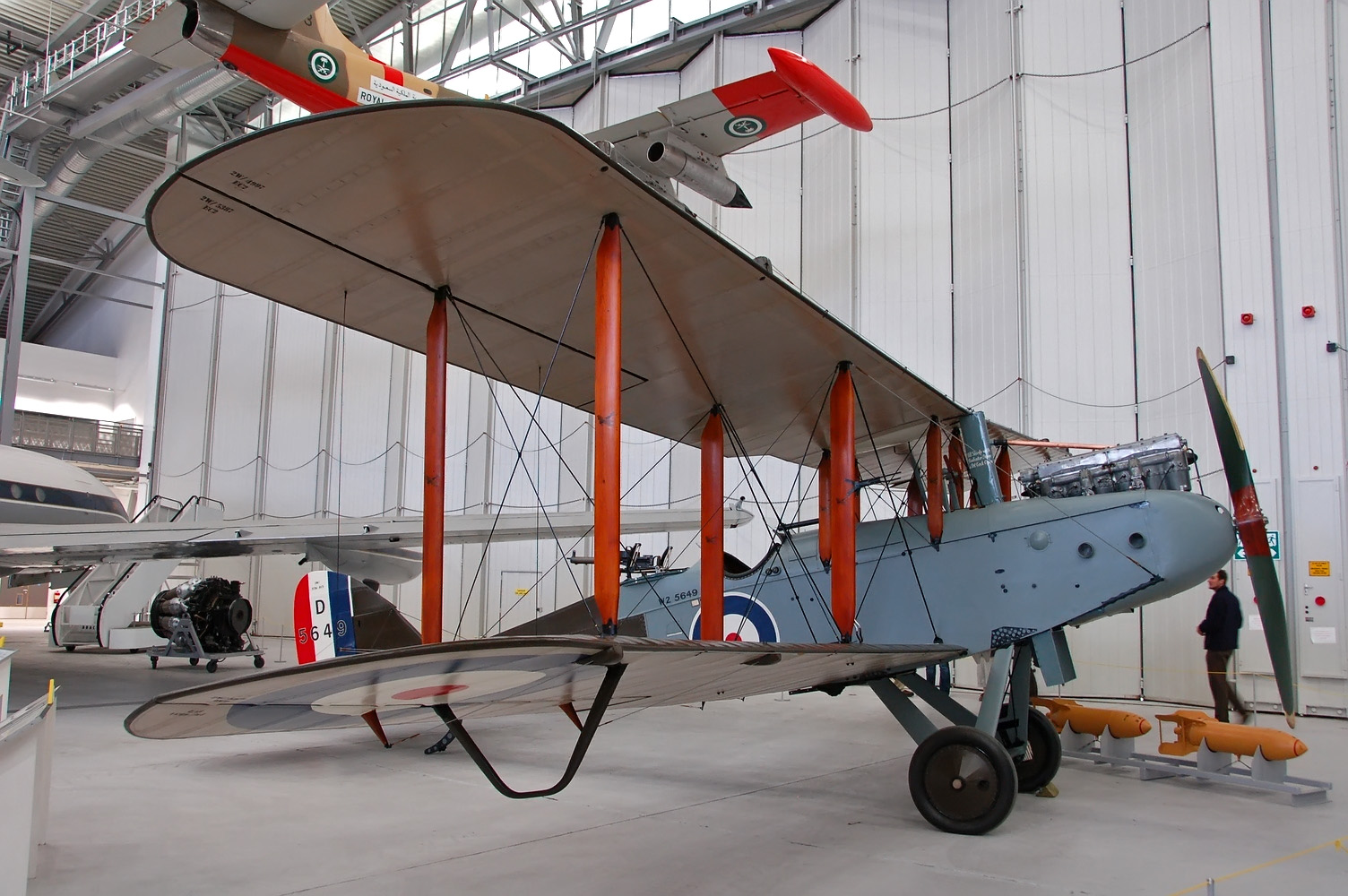
Eine DH.9 im Imperial War Museum in Duxford
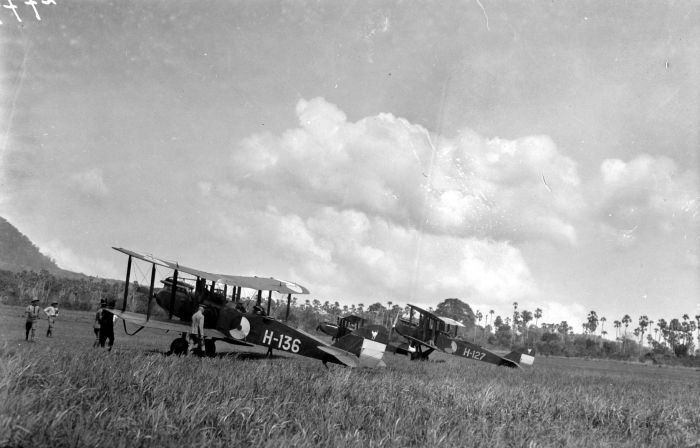
Airco DH.9 der Niederländischen Luftstreitkräfte (Koninklijke Luchtmacht) auf der Insel Flores (Niederländisch-Indien), 1927

## Technische Daten

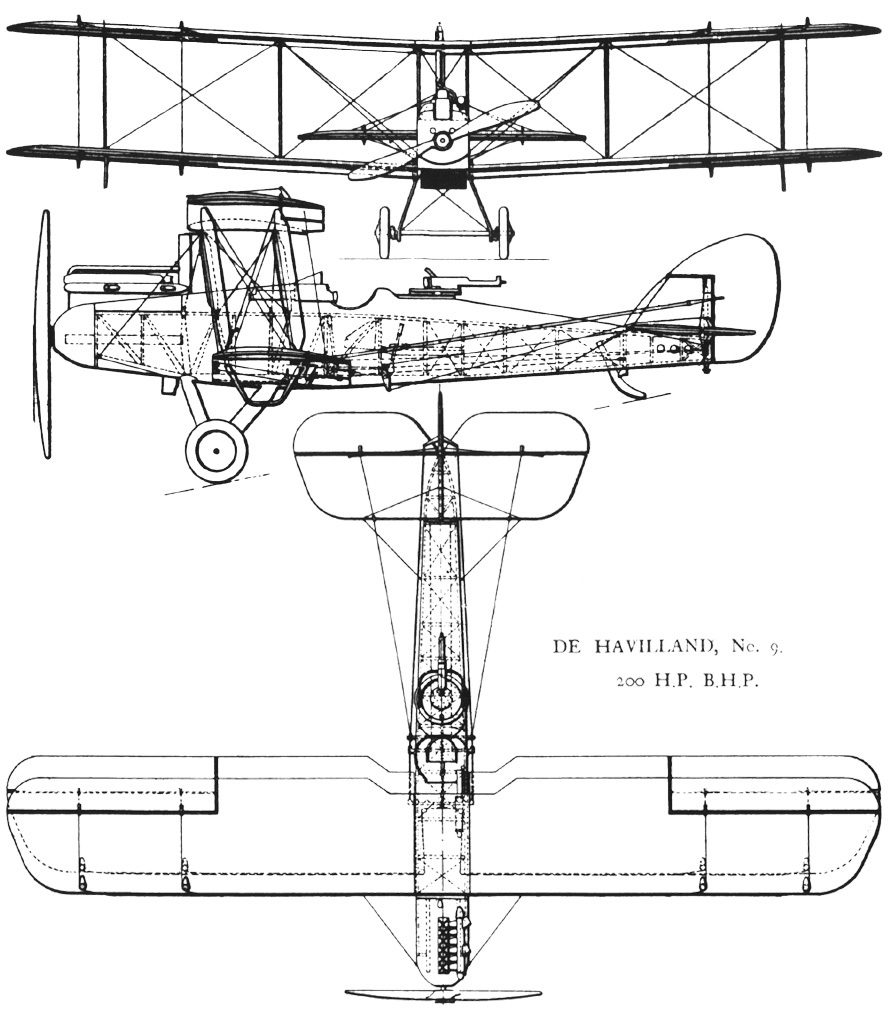
Dreiseitenansicht

| Kenngröße                     | Airco DH.9 | Airco DH.9A |
| ----------------------------- | --- | --- |
| Besatzung                     | 2 (Pilot und Bombenschütze)                                                                                        | 2 (Pilot und Bombenschütze)                                                                                        |
| Länge                         | 9,27 m | 9,22 m |
| Spannweite                    | 12,92 m | 14,01 m |
| Höhe                          | 3,44 m | 3,45 m |
| Flügelfläche                  | 40,32 m² | 45,22 m² |
| Leermasse                     | 1012 kg | 1270 kg |
| max. Startmasse               | 1508 kg | 2107 kg |
| Höchstgeschwindigkeit         | 178 km/h | 198 km/h |
| Steigzeit auf ca. 1980 m Höhe | 10:20 min | 8:55 min |
| Dienstgipfelhöhe              | 4725 m | 5105 m |
| Reichweite                    | ca. 700 km | ca. 950 km |
| Triebwerke                    | ein Sechszylinder-Reihenmotor Siddeley Puma mit 172 kW (234 PS)                                                    | ein V12-Motor Packard Liberty; 298 kW (405 PS)                                                                     |
| Bewaffnung                    | ein starres, nach vorn feuerndes 7,7-mm-Vickers-MG, ein bis zwei 7,7-mm-Lewis-MGs auf Drehkranz, 209 kg Bombenlast | ein starres, nach vorn feuerndes 7,7-mm-Vickers-MG, ein bis zwei 7,7-mm-Lewis-MGs auf Drehkranz, 209 kg Bombenlast |